# Neuhausen ob Eck

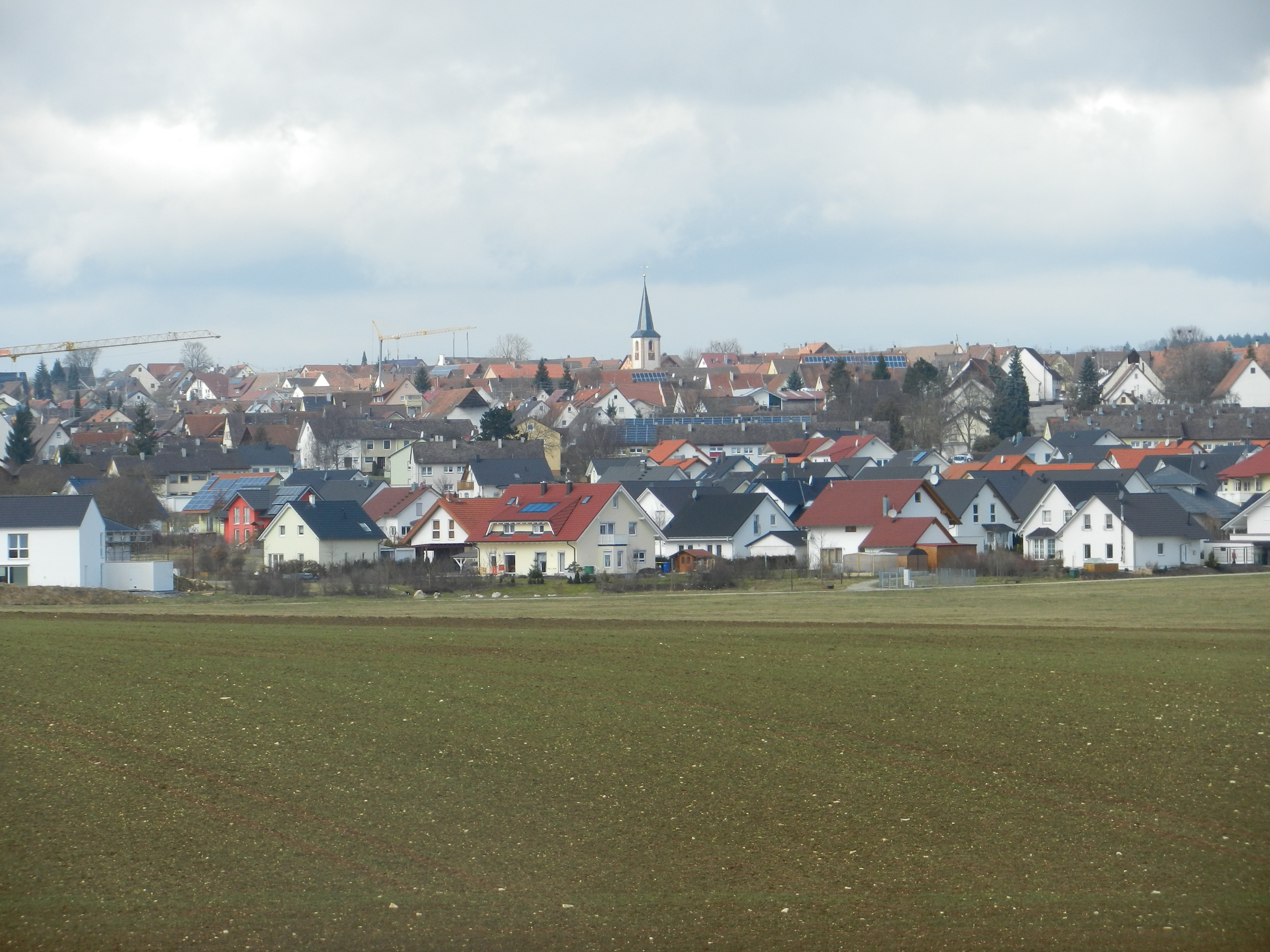
Neuhausen ob Eck

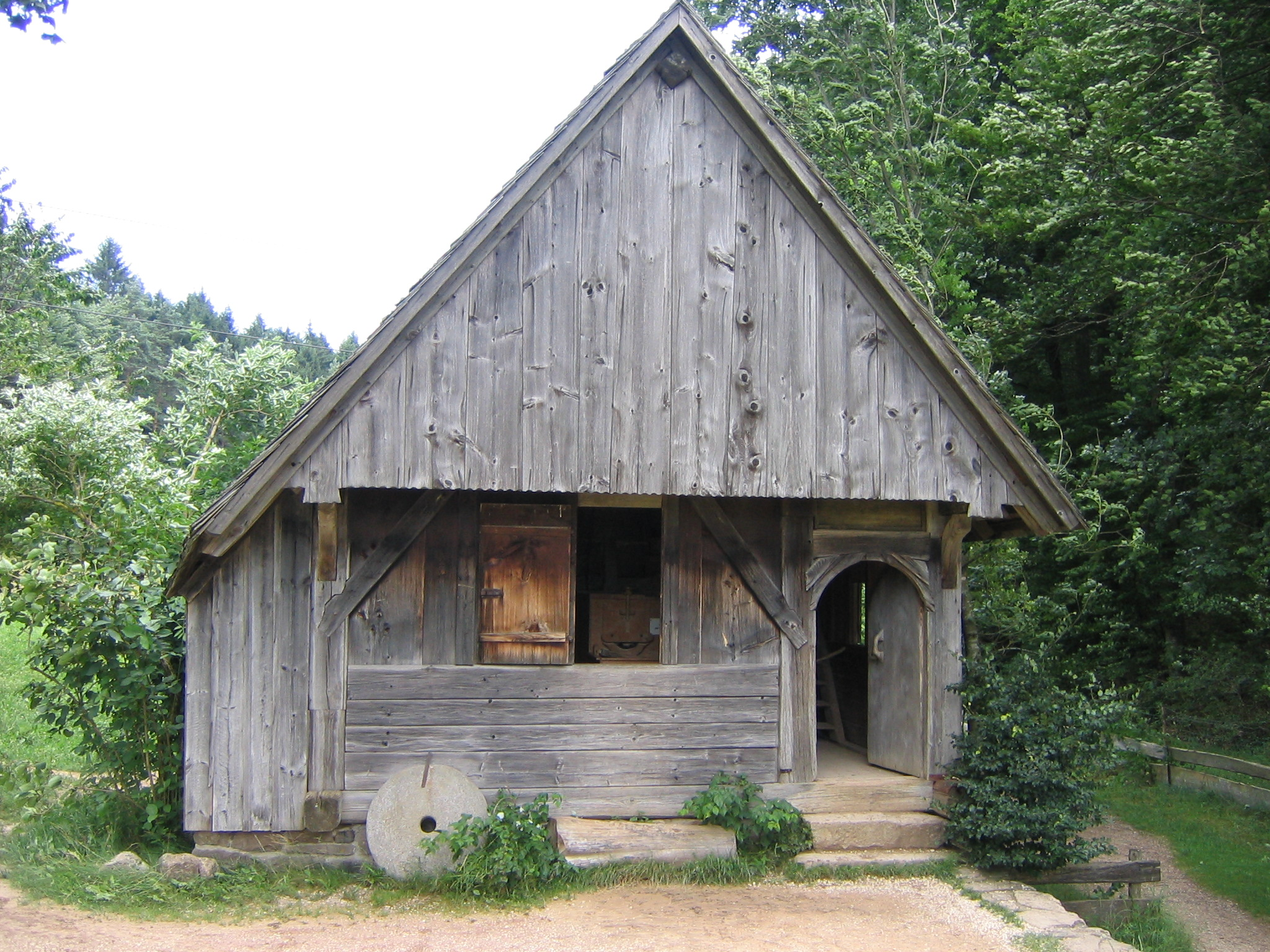
Młyn w skansenie, wybudowany w 1767

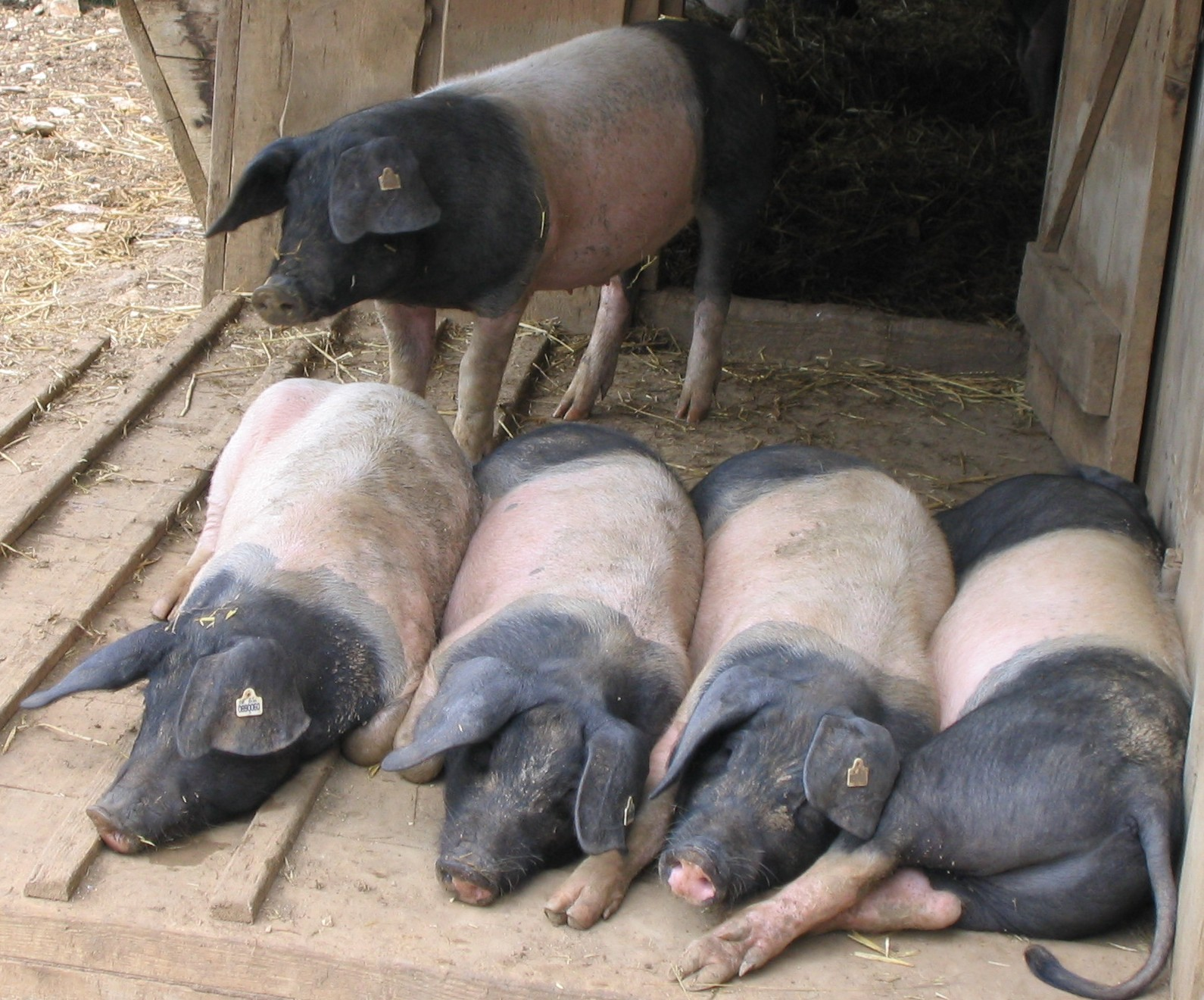
Trzoda w skansenie w Neuhausen ob Eck

Neuhausen ob Eck – gmina w Niemczech, w kraju związkowym Badenia-Wirtembergia, w rejencji Fryburg, w regionie Schwarzwald-Baar-Heuberg, w powiecie Tuttlingen, wchodzi w skład wspólnoty administracyjnej Tuttlingen. Leży po części w Parku Natury Górnego Dunaju, ok. 15 km na wschód od Tuttlingen, przy drodze krajowej B311. W miejscowości znajduje się skansen. 